# Slobodan Gordić
Slobodan Gordić (en serbe : Слободaн Гордић), né le 28 septembre 1937, à Čačak, en Yougoslavie, est un ancien joueur yougoslave de basket-ball.

## Palmarès
- Finaliste du championnat du monde 1963
- Finaliste du championnat d'Europe 1961, 1965
- 3e du championnat d'Europe 1963
- Champion de Yougoslavie 1968, 1960, 1963, 1964
- Vainqueur des Jeux méditerranéens de 1959